# Bezirk Storozynetz
Der Bezirk Storozynetz (rumänisch: Storojineţ; ruthenisch: Storożynec) war ein Politischer Bezirk im Herzogtum Bukowina in Österreich-Ungarn. Der Bezirk umfasste Gebiete im zentralen Bereich der Bukowina südwestlich von Czernowitz. Sitz der Bezirkshauptmannschaft war die Gemeinde Storozynetz (Storojineţ bzw. Storożynec). Das Gebiet wurde nach dem Ersten Weltkrieg Rumänien zugeschlagen und ist heute Teil des ukrainischen Anteils der Bukowina (Oblast Tscherniwzi).

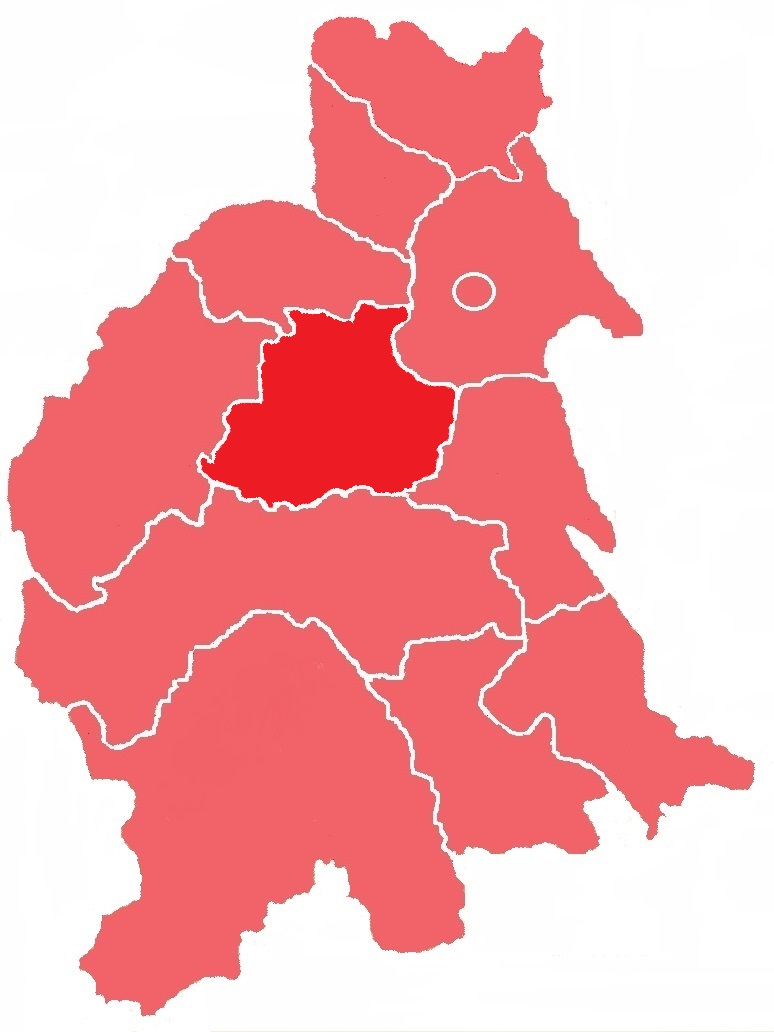
Lagekarte des Bezirks Storozynetz innerhalb des Herzogtums Bukowina (1910)

## Geschichte
Die modernen politischen Bezirke der Habsburgermonarchie wurden um das Jahr 1868 im Zuge der Trennung der politischen von der judikativen Verwaltung geschaffen. Der Bezirk Storozynetz wurde 1868 aus den Gerichtsbezirken Storozynetz und Stanestie (Stănești bzw. Staniwci) gebildet. Der Gerichtsbezirk Stanestie wurde jedoch per 1. Oktober 1903 aus dem Bezirk Storozynetz ausgeschieden und mit dem Gerichtsbezirk Waschkoutz am Czeremosch zum Bezirk Waschkoutz am Czeremosch zusammengefasst.
Die Einwohnerzahl des Bezirks Storozynetz belief sich 1869 auf 54.344. Bis 1900 stieg sie auf 80.100 an. 1900 hatten 31.308 Ruthenisch (39,1 %) als Umgangssprache angegeben, 28.030 sprachen Rumänisch (35,0 %), 15.219 Deutsch (19,0 %) und 2.435 eine andere Sprache (3,0 %). Der Bezirk umfasste 1900 eine Fläche von 1152,31 km² sowie zwei Gerichtsbezirke mit insgesamt 38 Gemeinden und 31 Gutsgebieten.
| Jahr | Ein- wohner | Deutsch- sprachige | Ruthenisch- sprachige | Rumänisch- sprachige | Anders- sprachige |
| ---- | ----------- | ------------------ | --------------------- | -------------------- | ----------------- |
| 1869 | 54.344      |                    |                       |                      |                   |
| 1880 | 61.344      | 7.682              | 22.919                | 29.388               | 1.262             |
| 1890 | 70.641      | 11.291             | 26.584                | 30.670               | 2.028             |
| 1900 | 80.100      | 15.219             | 31.308                | 28.030               | 2.435             |

## Ortschaften
Auf dem Gebiet des Bezirks bestanden 1910 Bezirksgerichte in Czudyn und Storozynetz, diesen waren folgende Orte zugeordnet:
Gerichtsbezirk Czudyn:
- Czudyn

Gerichtsbezirk Storozynetz:
- Stadt Storozynetz